# Studieförbundet Vuxenskolan
Studieförbundet Vuxenskolan är ett studieförbund, som bildades 1967 genom en sammanslagning av Svenska Landsbygdens Studieförbund och Liberala studieförbundet. Det första initiativet till det som sedan blir Studieförbundet Vuxenskolan tas redan 1919 i Slöinge i Halland, där ett antal ungdomar inom SLU samlades i en studiecirkel under namnet "Fria tankars hem".

## Syfte och inriktning
Organisationen har en liberal grundsyn. Utöver allmän folkbildningsverksamhet och samarbeten med föreningar fokuserar organisationen särskilt på landsbygdsfrågor och frågor som rör mångfald, integration samt personer med funktionsnedsättning.

## Organisation
Studieförbundet Vuxenskolans grundorganisationer är Centerpartiet, Liberalerna och Lantbrukarnas Riksförbund. Utöver dessa tre organisationer är även ungdomsorganisationen Förbundet Vi Unga fast medlem. Ytterligare medlemsorganisationer antas av förbundsstyrelsen.

### Medlemsorganisationer
- Afasiförbundet i Sverige
- Anhörigas Riksförbund
- Autism- och Aspergerförbundet
- Biodynamiska föreningen i Sverige
- Bygdegårdarnas riksförbund
- Centerkvinnorna
- Centerstudenter
- Centerpartiets ungdomsförbund
- Ekologiska Lantbrukarna
- Familjehemmens riksförbund
- Fibromyalgiförbundet
- Fores
- FUB
- Föreningen Centerjournalister
- Föreningen Norden
- Hushållningssällskap
- Kristdemokraterna
- Liberala ungdomsförbundet
- Liberala kvinnor
- Miljöpartiet de gröna
- Moomsteatern
- Riksförbundet Attention
- Riksförbundet Balans
- Riksföreningen Allas barnbarn
- Schizofreniförbundet
- Svenska OCD-förbundet (ej att förväxla med Ananke)
- Svenska Downföreningen
- Sveriges biodlares riksförbund
- Sveriges fiskevattenägareförbund
- Svenska Glaukomförbundet
- Sveriges Hembygdsförbund
- Sveriges Jordbruksarrendatorers förbund
- SPF Seniorerna
- Sveriges släktforskarförbund
- Villaägarnas riksförbund

### Ledning

#### Förbundsordförande
- Sture Korpås, 1967-1974
- Karl-Erik Axelsson, 1974-1985
- Kent Johansson, 1985-1997
- Sven-Olov Edvinsson, 1997-2007
- Berit Danielsson, 2007-2015
- Ulrika Heie, 2015-

#### Förbundschef (till 1994 var titeln förbundsrektor)
- Olle Edelholm, 1967-1978
- Allan Sundquist, 1978-1987
- Börje Eriksson, 1987-1994
- Anders Gradin, 1994-2012
- Niklas Lundgren, 2012-2015
- Anders Öhberg, 2015 (tillförordnad)
- Nina Larsson 2016-2019
- Johan Fyrberg 2020-2023
- Linus Olofsson, 2023-

## Finansiering
Studieförbundet Vuxenskolan får sin huvudsakliga finansiering via statsbidraget till studieförbund som fördelas av Folkbildningsrådet. 2017 tilldelades organisationen 354 036 300 kronor, varav 341 789 800 kronor var ordinarie folkbildningsanslag och resterande särskilda satsningar.

## Verksamhet
Studieförbundet Vuxenskolan har verksamhet i hela Sverige genom 28 avdelningar (2016) och närmare över 200 lokala kontor med ca 900 anställda och 300 förtroendevalda. Antal cirkelledare är ungefär 19 000, varav flesta arbetar ideellt. 2015 genomförde Studieförbundet Vuxenskolan  närmare 50 000 studiecirklar med cirka 142 000 unika deltagare. Dessutom genomfördes 50 000 kulturarrangemang. 
Studieförbundet Vuxenskolan ger sedan 1967 ut kulturtidskriften Impuls, med en upplaga på 28 200 nummer (2019).
Organisationen äger även företaget Humanus Utbildning som tillhandahåller arbetsmarknadstjänster.

## Priser
- Sokratespriset
- Studieförbundet Vuxenskolans författarpris
- Studieförbundet Vuxenskolans folkbildningspris